# Фанурий Толиотис
Фанурий (на гръцки: Φανούριος, Фануриос) е гръцки духовник, епископ на Вселенската патриаршия.

## Биография
Роден е с името Йоан Толиотис (Ιωάννης Θολιώτης) в 1981 година в зъхненското село Здравик (Дравискос), Гърция. В 1989 година семейството му се установява на Родос. Учи богословие в Солунското богословско училище. Ръкоположен е за монах в 1996 година в манастира „Свети Архангел Михаил“ в Тери на Родос. Ръкоположен е за дякон в 2003 година от митрополит Апостол Родоски, а в 2004 година за презвитер от същия митрополит. В 2005 година получава офикията архимандрит. Служи като енорийски свещеник в енориите „Света Марина“ в Аполакия, Родос, „Преображение Господне“ в град Родос, и „Свети Йоан Богослов“ във Ватио, Родос. След това продължава следдипломно обучение в Института за следдипломно богословско обучение в Шамбези, Женева. В 2022 година е назначен за протосингел на Швейцарската митрополия.
На 14 юни 2025 година е ръкоположен в църквата „Свети Павел“ в Шамбези, Женева, за титулярен епископ на Тиана, викарен епископ на Швейцарската митрополия. Ръкополагането е извършено от митрополит Максим Швейцарски в съслужение с митрополитите Атинагор Белгийски, Поликарп Италиански, Сава Нубийски (Александрийска патриаршия), Калиник Артенски (Църква на Гърция) и епископ Кирил Олимпийски.